# Karstadt am Hermannplatz

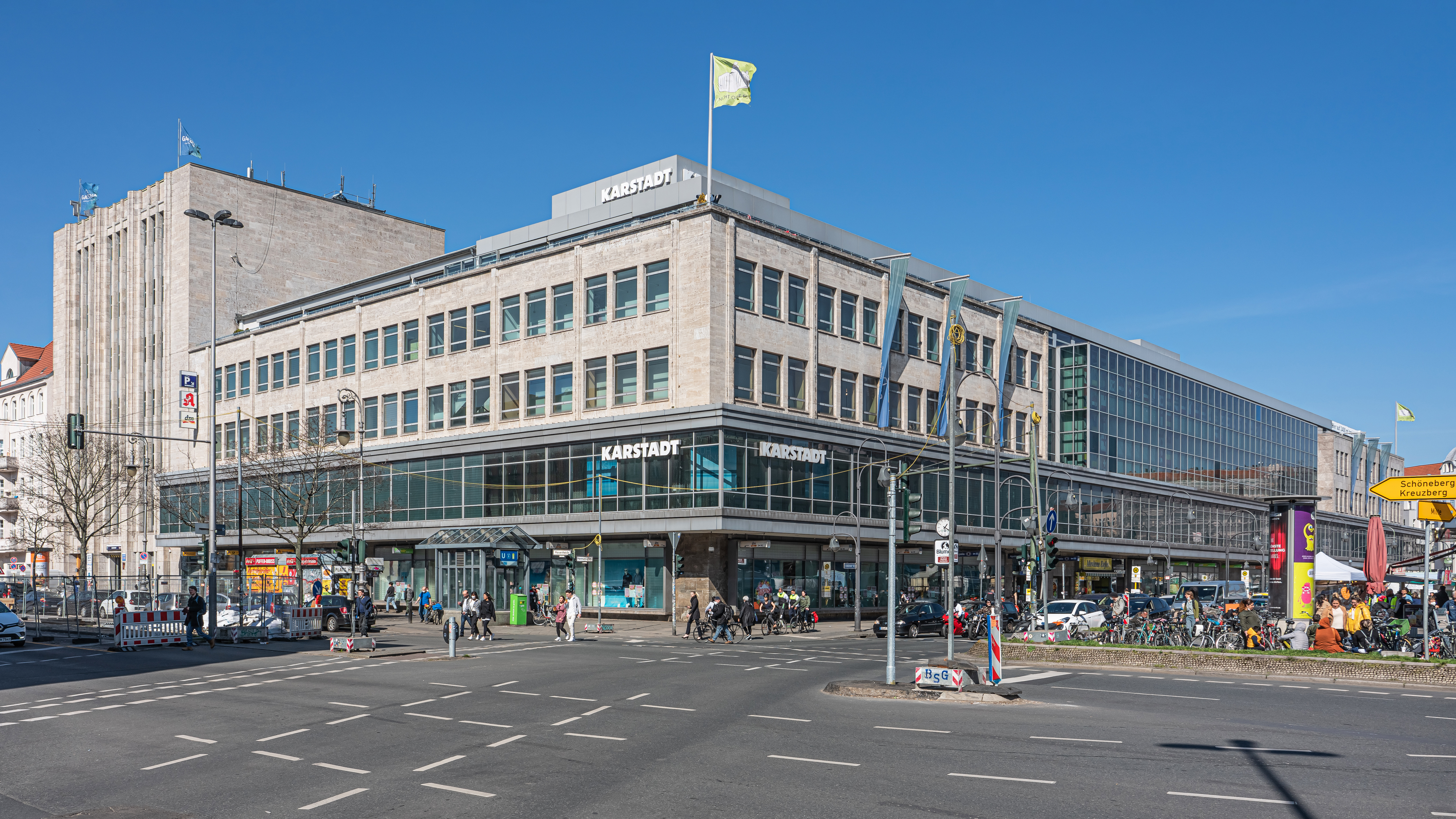
Karstadt am Hermannplatz, 2021.
Links: Reste des Originalbaus mit historischer Fassade.
Mitte: Der Neubau von 1951, obere Etagen Originalfassade
Rechts: Erweiterung von 1976, obere Etagen von 2000
1. Etage (Mitte und rechts): Verglaste Fassaden von 2000

Das Karstadt am Hermannplatz (heute: Galeria Berlin Hermannplatz) ist ein denkmalgeschütztes Warenhaus im Berliner Ortsteil Kreuzberg. Erbaut in den Jahren 1927–1929 von Philipp Schaefer im Stil des Expressionismus, galt es als bedeutender Bau der Frühmoderne und als das damals größte und modernste Warenhaus Europas. Durch das vielfältige Waren- und Serviceangebot auf 72.000 m² Fläche, die moderne Ausstattung mit Rolltreppen, Aufzügen und U-Bahn-Anbindung sowie den großen Dachgarten mit Aussichtsplattform in 32 m Höhe entwickelte es sich zu einer beliebten Sehenswürdigkeit.
Im April 1945 wurde das Warenhaus von SS-Truppen gesprengt, um der Roten Armee die Lebensmittelversorgung zu erschweren. Nur an der Hasenheide blieb ein kleiner Teil des Altbaus erhalten. Von 1951 bis 2000 erfolgte der Wiederaufbau, allerdings nur in schlichterer Form und nur bis zum dritten Obergeschoss. Im Januar 2019 kündigte die Eigentümerin an, die ursprüngliche Bauhöhe und Fassadenansicht wiederherstellen zu wollen.

## Geschichte

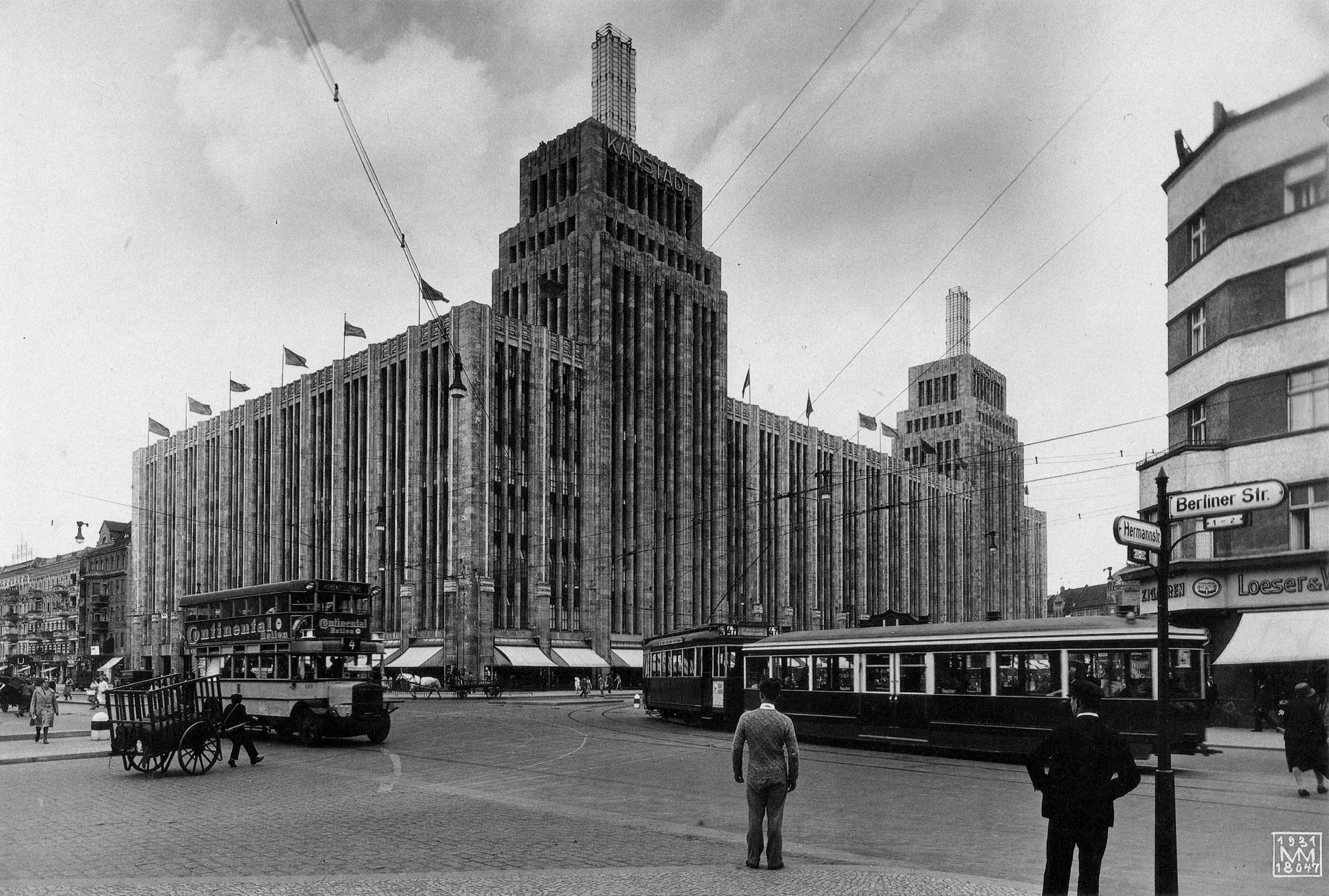
Karstadt am Hermannplatz, erbaut 1929

In den Jahren 1927 bis 1929 errichtete Karstadt am Hermannplatz 10, an der Grenze zwischen den einstigen Berliner Bezirken Kreuzberg und Neukölln, der größte Warenhausbau der Weimarer Republik. Der sechsgeschossige Stahlbetonbau wurde seitlich durch zwei markante Türme begrenzt, auf deren Dächern jeweils eine hohe Lichtsäule stand und zwischen denen ein 4.000 m² großes Dachgartenrestaurant lag. Das gesamte Bauwerk war mit fränkischem Muschelkalk verkleidet. Die Fassaden in einem Stilgemisch aus Neugotik, Expressionismus und Art déco konnten sich an amerikanischen Vorbildern messen lassen. Das Haus war das bedeutendste Bauwerk des Architekten Philipp Schaefer, der 32 Jahre lang als Chefarchitekt bei Karstadt tätig war. In Berlin hat er 1930 auch das Verwaltungsgebäude der Karstadt AG an der Neuen Königstraße und 1935 das Karstadt-Hauptkontor am Fehrbelliner Platz errichtet.
Auch mit seiner technischen Ausstattung, den 21 Rolltreppen und den 20 Fahrstühlen, war das Karstadt-Haus am Hermannplatz ausgesprochen modern. Als Besonderheit galt seine direkte unterirdische Verbindung zum Kreuzungsbahnhof Hermannplatz der städtischen Untergrundbahn. Das große populäre Dachgartenrestaurant mit günstigen Preisen zog viele Menschen an. Offenbar gingen die Berliner manchmal auch nur zu Karstadt, um den „großartigen Fernblick“ zu genießen, sodass man den Zugang vorsichtig begrenzen musste.

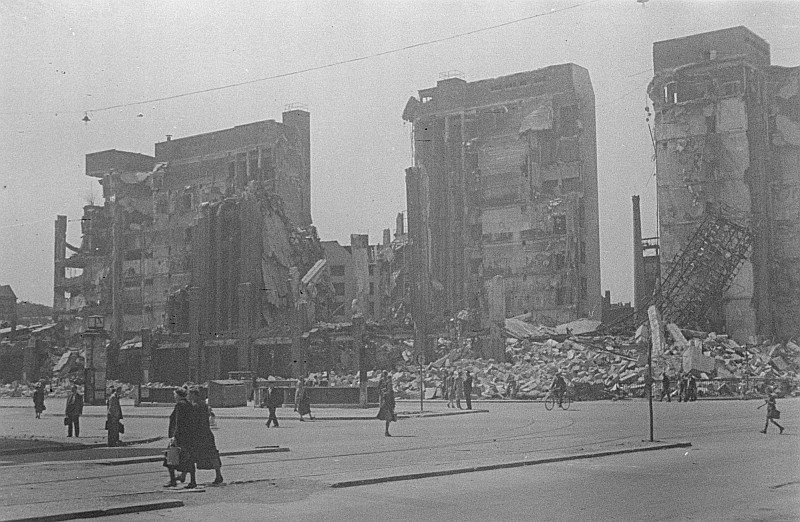
Trümmer nach der Sprengung durch die SS, 1945

Im Zweiten Weltkrieg wurde das Haus am Hermannplatz weitgehend zerstört. Am 21. April 1945 forderte einer der ersten Treffer sowjetischer Artillerie im Stadtgebiet von Berlin zahlreiche Opfer unter einer vor dem Kaufhaus Schlange stehenden Menschenmenge. Am 25. April legte die SS Sprengsätze, weil die Vorräte im Keller nicht der Roten Armee in die Hände fallen sollten. An der Hasenheide blieb ein kleiner Teil des Altbaus erhalten, in dem noch 1945 wieder ein Verkauf aufgenommen wurde. Am 7. Mai 1951 wurde ein Anbau nach einem Entwurf von Alfred Busse eröffnet, sodass die Verkaufsfläche wieder 5.000 m² erreichte.
1954 wurde eine Schaufensterfront am Hermannplatz errichtet und 1955 bis zur Urbanstraße verlängert, der Innenhof wurde zum Parkplatz. In den 1960er Jahren wurde der verglaste auskragende Teil der Fassade durch Betonplatten verkleidet. Das entsprach dem damaligen Zeitgeist, die Fassade bekam so einen abweisenden, klotzigen Charakter. 1976 wurde das Gebäude wesentlich erweitert. Die Verkaufsräume im Unter-, Erd- und ersten Obergeschoss wurden auf die Größe des ehemaligen Gebäudegrundrisses ausgedehnt. Darüber wurden Parkdecks angelegt. Die Verkaufsfläche stieg auf 21.000 m² an. Die bisher geschlossenen Zugänge vom U-Bahnhof aus wurden wiedereröffnet.
Der bislang letzte Ausbau erfolgte 1998–2000. Die 1976 errichteten Parkdecks wurden wieder abgerissen, die Verkaufsfläche im zweiten und dritten Obergeschoss wurde nach Plänen der Architekten Helmut Kriegbaum und Udo Landgraf entsprechend der darunter liegenden Geschosse vergrößert. Die Verkaufsfläche stieg dadurch auf 31.500 m². Die Betonplatten der 1960er Jahre wurden wieder entfernt und die Fassade wurde komplett neu gestaltet.
2019 erfolgte, nach der Fusion Karstadts mit Kaufhof, die Umfirmierung zu Galeria.
Das Gebäude ist denkmalgeschützt, dies bezieht sich auf die Muschelkalkverblendung des Altbaus und entspricht den Gestaltungsauffassungen der Nachkriegsmoderne. Nur drei Fensterachsen an der Hasenheide sind von dem Originalbau erhalten geblieben und erinnern noch heute an das bedeutende Werk des Architekten Philipp Schaefer.
2024 teilte der Discounter Lidl mit, noch im selben Jahr erstmalig zwei Filialen in Karstadt-Häusern zu eröffnen, darunter auch das Haus am Hermannplatz.

## Geplanter Wiederaufbau

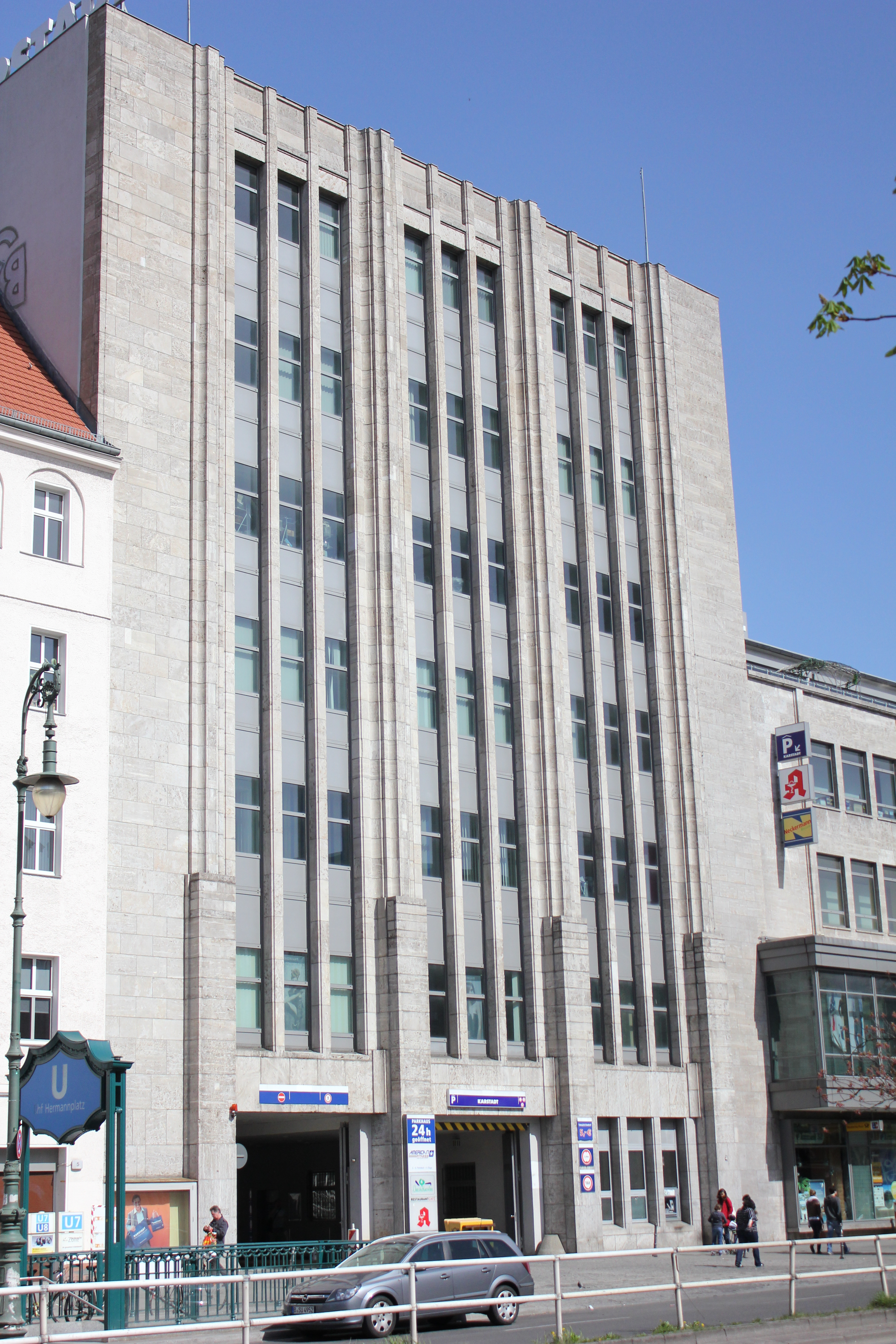
Rest der Originalfassade an der Hasenheide, 2011

Im Januar 2019 verkündete die Eigentümerin Signa Holding, eine interpretierte Rekonstruktion der im Zweiten Weltkrieg zerstörten Fassaden mitsamt den markanten Türmen bauen zu wollen. Statt aus Muschelkalk werde die Fassade des Neubaus aus Beton bestehen. Das ursprüngliche Gebäude hatte eine Geschossfläche von rund 70.000 m², diese soll auf 126.000 m² erhöht werden. Die zusätzliche Geschossfläche soll unter anderem für Wohnungen genutzt werden. Als Baubeginn kommunizierte der Konzern Anfang 2021.[veraltet] Der beauftragte Architekt sei David Chipperfield.
Ende August 2019 lehnten das Stadtentwicklungsamt Friedrichshain-Kreuzberg sowie das Stadtentwicklungsamt Neukölln das Neubauprojekt der Signa ab: „Zusammengefasst lässt sich festhalten, dass eine Entwicklung und Modernisierung des bestehenden Karstadtkomplexes im Zusammenhang mit der Neugestaltung des Herrmannplatzes durchaus begrüßenswert ist. Dabei sind die öffentlichen Interessen zu berücksichtigen und es sollten auch Konzepte mit einer Einbeziehung umliegender Akteure geprüft werden. Der Rückgriff auf das historische Haus mit all seinen Auswirkungen und ohne dass es noch einen inhaltlichen Zusammenhang zur Nutzung im Inneren hat, wird als äußerst kritisch bewertet und kann in dieser Form so nicht unterstützt werden.“
Anfang September 2019 kritisierte Berlins Regierender Bürgermeister Michael Müller (SPD) das Veto von Friedrichshain-Kreuzberg: „Ich glaube nicht, dass es akzeptabel ist, wenn einfach von heute auf morgen eine hohe dreistellige Millioneninvestition vom Bezirksamt abgesagt wird. Das geht so nicht.“ Es sei Aufgabe der Politik, mit Investoren über die Rahmenbedingungen für deren Pläne zu verhandeln und Lösungen zu finden, die dem Wohl der gesamten Stadt dienten. Kämen die Bezirksämter dieser Forderung nach einer „gesamtstädtischen Sicht“ nicht nach, müsse notfalls der Senat eingreifen. Ende September 2019 bekannte sich die damalige Wirtschaftssenatorin Ramona Pop (Bündnis 90/Die Grünen) zu dem Projekt. Im August 2020 zog der Senat das Verfahren wegen seiner gesamtstädtischen Bedeutung an sich.
Aufgrund der Insolvenz der Signa Holding ruhen die Planungen der Senatsverwaltung für Stadtentwicklung, Bauen und Wohnen seit Ende November 2023. Zuvor fand eine Bürgerbeteiligung für das Aufstellen eines Bebauungsplans statt.

## Filme
- In Episode 4 der Fernsehserie Babylon Berlin (2017) ist die Baustelle des Warenhauses von 1929 zu sehen.[14]
- Hallo Nachbar, Reportage über das Kaufhaus Karstadt am Hermannplatz, 1992

## Belletristik
Auf der Dachterrasse des Kaufhauses schreibt der Erzähler in Hilmar Klutes Roman Was dann nachher so schön fliegt (2018) sein Gedicht Villon in Kreuzberg.